# Natalia Hawthorn
Natalia Hawthorn (* 12. Januar 1995 in Bracebridge) ist eine kanadische Mittelstreckenläuferin, die sich auf den 1500-Meter-Lauf spezialisiert hat.

## Sportliche Laufbahn
Erste internationale Erfahrungen sammelte Natalia Hawthorn bei den Crosslauf-Weltmeisterschaften 2013 in Bydgoszcz, bei denen sie nach 21:19 min auf dem 63. Platz in der U20-Altersklasse einlief. 2019 gelangte sie dann bei den Crosslauf-Weltmeisterschaften in Aarhus nach 42:23 min auf Rang 86 und 2021 qualifizierte sie sich über 1500 m für die Olympischen Sommerspiele in Tokio und schied dort mit 4:08,04 min in der ersten Runde aus. Im Jahr darauf startete sie bei den Weltmeisterschaften in Eugene und schied dort mit 4:07,37 min im Vorlauf aus.

## Persönliche Bestleistungen
- 800 Meter: 2:02,35 min, 10. Juli 2021 in Sacramento
- 1500 Meter: 4:04,20 min, 3. Juni 2021 in Portland
  - 1500 Meter (Halle): 4:42,91 min, 4. Februar 2017 in Richmond
- 5000 Meter: 15:05,91 min, 9. Mai 2021 in Walnut